# ROCK MUSIC/赤いゴーカート
「ROCK MUSIC/赤いゴーカート」（ロック・ミュージック/あかいゴーカート）は、日本のロックバンド、TRICERATOPSの18thシングル。2004年1月28日 、ビクターエンタテインメントよりリリース。 

## 内容
- 前作より2ヶ月ぶりのリリース。アルバム『LICKS&ROCKS』先行シングルとなった。
- バンド初の両A面シングル。
- 初回生産分限定ジャケットステッカー封入。

## 収録曲
1. ROCK MUSIC (5:05)
2. 赤いゴーカート (3:30)

全作詞・作曲：和田唱　編曲：TRICERATOPS

## タイアップ
- テレビ東京系『元祖!でぶや』3代目エンディングテーマ

## カバー
赤いゴーカート
- UNISON SQUARE GARDEN - トリビュート・アルバム『TRIBUTE TO TRICERATOPS』収録（2020年）